# Erwin Reifler
Erwin Reifler (* 16. Juni 1903 in Wien; † 23. April 1965 in Seattle) war ein US-amerikanischer Sinologe und Sprachwissenschaftler österreichischer Abstammung. Er war Spezialist für Semantik und die chinesische Sprache, außerdem gilt er als Pionier der maschinellen Übersetzung.

## Biografie
Erwin Reifler studierte Neugriechisch, Chinesisch und Politikwissenschaften in Wien, u. a. bei Arthur von Rosthorn. 1927–1928 arbeitete für eine chinesische Nachrichtenagentur in Berlin, 1930–1931 als Dolmetscher für chinesische Schüler an der Polizeiakademie in Wien.
1932 war Reichler Assistent des österreichischen Beraters der Regierung von Shanghai und im gleichen Jahr wurde er Deutsch-Professor an der Jiaotong-Universität. Gleichzeitig gab er Chinesisch-Unterricht für Ausländer und heiratete 1939 eine seiner Schülerinnen, Henrietta Braun.
Im Rahmen seines Chinesisch-Unterrichts entwickelte er ein mnemotechnisches System und später besondere Theorien über die Etymologie chinesischer Schriftzeichen.
Der Ausbruch des Krieges zwang Reifler 1937, sich vorübergehend in Hongkong niederzulassen. 1940 kehrte er nach Shanghai zurück und wurde schließlich Professor für Sinologie an der Université l’Aurore.
Im Jahr 1947 trat er eine Vortragsreise in die USA an, traf u. a. Wittfogel, wurde Professor an der University of Washington und ließ sich in Seattle nieder, wo er bis zu seinem frühen Tod lebte und vor allem chinesische Schrift, klassisches Chinesisch und chinesische Grammatik unterrichtete.

## Schriften (Auswahl)
- A New Approach to the Chinese Language. Address delivered before the Arts Association of Hong Kong University on 9th November, 1938. Newspaper Enterprise, Hongkong 1938.
- La Langue Chinoise à la Lumière de la Philologie Moderne. In: Bulletin de l’Université de l’Aurore. Série 3, Bd. 4, Nr. 2, 1943, ISSN 0255-7029, S. 419–434.
- Étude sur l’Étymologie des Caractères Chinois. In: Bulletin de l’Université de l’Aurore. Série 3, Bd. 5, Nr. 1, 1944, S. 1–36.
- Contribution de la Philologie Chinoise à la Philologie Mondiale. In: Bulletin de l’Université de l’Aurore. Série 3, Bd. 7, Nr. 1, 1946, S. 31–50.
- Nature Complémentaire des Philologies Chinoise et Étrangères. In: Bulletin de l’Université de l’Aurore. Série 3, Bd. 9, Nr. 33/34, 1948, S. 98–106.
- La ‚Fission de l’Atome‘ en Sinologie à l’Aide de la Sémantique Comparative. Analyse des Associations Préhistoriques d’Idées qui en Résultent. (Découverte d'un Aspect Nouveau en Sinologie). In: Bulletin de l’Université de l’Aurore. Série 3, Bd. 10, Nr. 38, 1949, S. 239–254.
- Linguistic Analysis, Meaning and Comparative Semantics. In: Lingua Bd. 3, 1952/1953, ISSN 0024-3841, S. 371–390, doi:10.1016/0024-3841(52)90036-3.
- „Ever Think of Your Ancestor!“ A Pious Interpretative Fraud of Early Confucianism and Its Consequences for the Formal and Semantic Interpretation of the Wen Wang Ode. In: Monumenta Serica. Bd. 14, 1949/1955, S. 340–377, JSTOR:40725507.
- Mechanical determination of the constituents of german substantive compounds. In: Mechanical Translation. Bd. 2, Nr. 1, Juli 1955, ZDB-ID 208420-X, S. 3–14, (Digitalisat).
- The Philological and Mathematical Problems of Wang Mang’s Standard Grain Measures: The Earliest Chinese Approximation to π. In: 慶祝李濟先生七十嵗論文集 (Symposium in Honor of Dr. Li Chi on his Seventieth Birthday). Band 1. 清華學報社, Taipeh 1965, S. 387–402.
- The Archaeological and Metrological evidence for an Indus Valley and Sumero-Babylonian Origin of the Ancient Chinese Measuring System. In: Ramchandra N. Dandekar (Hrsg.): Proceedings of the Twenty-Sixth International Congress of Orientalists. New Delhi. January 4–10th, 1964. Band 4. Bhandarkar Oriental Research Institute, Poona 1970, S. 139–162.
- The Foot of Chou and the Span of Han. In: Monumenta Serica. Bd. 29, 1970/1971, S. 419–422, JSTOR:40725930.
- Semantic Parallelisms in Job 5: Part I. In: The Jewish Bible Quarterly. Bd. 26, Nr. 3 = Nr. 103, Juli/September 1998, ISSN 0792-3910, S. 143–148, (Digitalisat).
- Semantic Parallelisms in Job 5: Part II. In: The Jewish Bible Quarterly. Bd. 26, Nr. 4 = Nr. 104, Oktober/Dezember 1998, S. 216–222, (Digitalisat).

- Ancient Hebrew and Solomonic Building Construction. Compiled by H. J. Griffin from the Notes of Dr Erwin Reifler. Mikrofiche-Ausgabe. Mansell u. a., London u. a. 1984, ISBN 0-7201-1677-5.
- A Comparative History of Metrology. Compiled by H. J. Griffin from the Notes of Dr Erwin Reifler. Mikrofiche-Ausgabe. Mansell u. a., London u. a. 1984, ISBN 0-7201-1678-3.